# Ночевала тучка золотая
«Ночевала ту́чка золота́я» — автобиографическая повесть Анатолия Приставкина (1981), самое известное его произведение. Опубликована во время перестройки (1987), отмечена Государственной премией (1988). В 1989 году была экранизирована.
Произведение посвящено темам военного детства, беспризорности, депортации народов при Сталине. Основная мысль состоит в том, что счастье одного народа на несчастье другого не построишь.

## Сюжет
Действие происходит в 1944 году, через считанные месяцы после депортации чеченцев и ингушей. Братья-близнецы Колька и Сашка Кузьмины («Кузьмёныши»), росшие в детском доме подмосковного Томилина, решают присоединиться к трудовой колонии, отправленной на заселение освободившихся после депортации кавказских земель.
Прибыв в Чечню, колония обустраивается в свободном здании, пытается начать трудовую, хозяйственную и учебную жизнь. Местное население даёт понять, что их держат в страхе неведомые и вездесущие «чечены», говорить о которых запуганные местные жители боятся, и заменяют другими словами, например "черти". Колония дважды подвергается нападению: один раз был поджог и попытка нападения на воспитательницу Регину Петровну, другой — взрыв машины и обстрел. Кузьмёныши видят красноармейцев, которые презрительно говорят о чеченцах, называя их «фашистскими прихвостнями» и «мягко с ними ещё товарищ Сталин поступил».
Ребята обдумывают план побега, несколько раз уходят из колонии. Вернувшись после более чем недельной жизни у Регины Петровны, находят колонию полностью сожжённой, разграбленной, без единого жителя. Повернув обратно, колонисты подвергаются нападению всадников-чеченцев; братья разбегаются, Колька прячется в кукурузном поле. Утром он приходит в станицу и находит повешенный на забор труп Сашки.
Колька идёт на станцию и кладёт труп брата в собачий ящик уходящего поезда; потом возвращается в бывшую колонию в поисках Регины Петровны, но не выдерживает, ложится на пол и впадает в забытье. Его поднимает чеченский мальчик Алхазур, который даёт ему еды и рассказывает о депортации отцов и дедов, разрушении их могил. Из окна мальчики видят, как красноармейцы мостят дорогу могильными плитами.
Мальчики идут по полю, где на них нападает чеченский всадник; Алхазур отговаривает его убивать Кольку. После этого мальчики называются братьями и проводят обряд «смешения крови», порезав руки и приложив одну к другой. Их ловят и отправляют в детприёмник, где живут дети разных национальностей: крымские татары, ногайцы, немцы, евреи, армяне, казахи… Военные, наведывающиеся в детприёмник, неодобрительно смотрят на воспитанников некоторых национальностей. Колька и Алхазур называются братьями, твердят, что они «Кузьмёныши». В итоге их вместе с остальными воспитанниками сажают на поезд, отбывающий из Чечни…

## Персонажи
- Колька и Сашка Кузьмины («Кузьмёныши») — братья-близнецы, детдомовцы, всю жизнь проведшие вместе. Их часто путают, чем они и пользуются, выдавая себя за брата. Сашкино мышление более возвышенно, Колькино более приземлённо и практично: Сашка подаёт идею, Колька предлагает пути её реализации. После гибели брата Колька становится центральным персонажем повествования.
- Регина Петровна — воспитательница колонии, вдова лётчика, мать двоих детей, которых Кузьмёныши называют «мужичками». Является самым близким для Кузьмёнышей человеком в колонии. Находит Кольку в детприёмнике, однако тот не изъявляет желания уйти к ней. Олицетворяет в повести архетип матери (не предполагающий, как в данном случае, обязательного родства), оберегающей и защищающей женщины-наставницы[3].
- Демьян — одноногий фронтовик, лишившийся семьи, оставшейся под оккупацией, и приехавший на Кавказ начинать новую жизнь. Пытался ухаживать за Региной Петровной. Узнав о разорении колонии и вместе с братьями подвергнувшись нападению, бросает их и бежит увозить Регину Петровну. Она остаётся с ним.
- Илья — проводник поезда, получивший участок земли на краю станицы. Человек с авантюрно-криминальным прошлым. Подговорил Кузьмёнышей украсть из детдомовского склада комплект зимней одежды, в оплату напоил их самогоном. Изба Ильи была сожжена при набеге, и братья считали его погибшим; но тот успел бежать и продолжил ездить проводником.
- Пётр Анисимович Мешков — старательный, исполнительный и честный директор детдома. Убит при набеге.
- Алхазур — чеченский мальчик. Стал братом Кольке после смерти его настоящего брата, Сашки.

## Резонанс
Первая публикация повести в 1987 году (в журнале «Знамя») стала событием общественной жизни, ибо впервые привлекла широкое внимание к трагедии вайнахов, выселенных якобы из-за массового перехода на сторону немцев во время Великой Отечественной войны со своих исконных земель. Наряду с романом «Дети Арбата» это был один из первых громких залпов «перестройки» и гласности в советской литературе.
Через несколько лет после выхода в свет повесть была переведена более чем на 30 языков, а общий тираж изданий составил 4,5 млн экземпляров только в СССР. Это первая часть трилогии, в которую также входят повести «Солдат и мальчик» и «Кукушата».

## Экранизация
- «Ночевала тучка золотая…» (1989, реж. Суламбек Мамилов).